# شکم‌پرستی
شکم پرستی (به انگلیسی: Gluttony) پرخوری، زیاده‌روی و مصرف بیش از حد غذا، نوشیدنی یا دیگر عوامل افراطی است.
در مسیحیت اگر میل بیش از حد به غذا باعث دریغ شدن آن از نیازمندان شود، گناه محسوب می‌شود. برخی از فرقه‌های مسیحی شکم‌پرستی یا شکم‌خوارگی را یکی از هفت گناه کبیره می‌دانند.

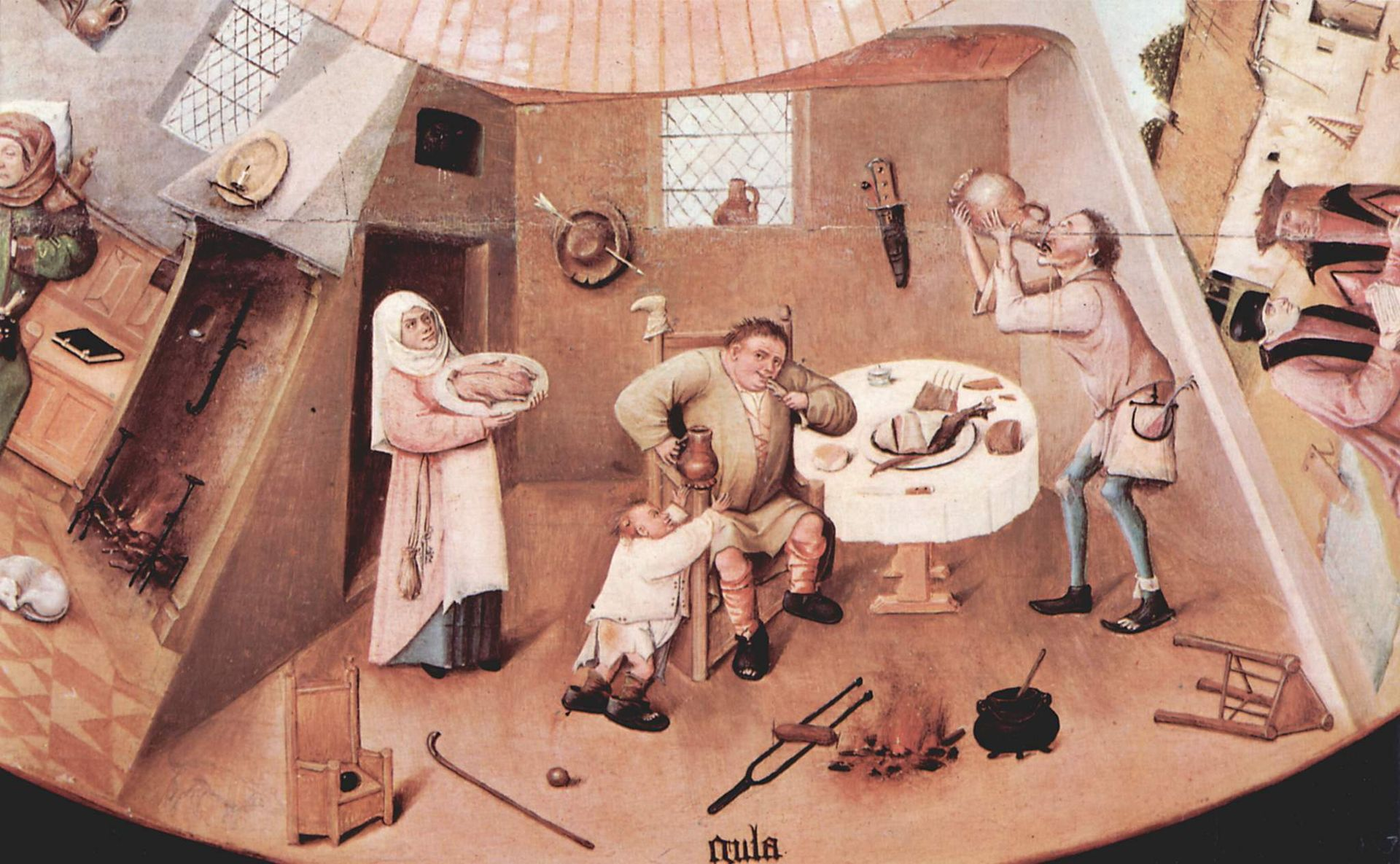
شکم پرستی در آیین مسیحیت جزء هفت گناه کبیره است.

## شکم پرستی در ادیان

### در مسیحیت

##### شکم پرستی در کتاب مقدس (نسخه King James)
در کتاب انجیل [یا تورات؟] تثنیه ۲۱:۲۰ آمده‌است:
و به بزرگان شهر خود خواهند گفت: «این پسر ما سر سخت و سرکش است، او صدای ما را اطاعت نخواهد کرد، او پرخور و مست است».
در کتاب انجیل، امثال ۲۳:۲۰ آمده‌است:
در میان شراب‌خواران و گوشت‌خواران آشوبگر نباشید، زیرا مستی و پرخوری باعث فقر می‌شود و خواب آلودگی مرد را ملبس خواهد کرد.
و باز در انجیل، امثال ۲۳:۲ آمده که:
وقتی با یک حاکم برای غذا می‌نشینی، به آنچه پیش رویت است دقت کن. و اگر مردی اشتهاآور هستی، چاقویی به گلوی خود بگذار.
در کتاب انجیل، امثال ۲۵:۱۶ می‌گوید:
آیا عسل پیدا کردی؟! آنقدر بخور که برای تو کافی است مبادا از آن سیر شوی و استفراغ کنی.
در کتاب لوقا ۷:۳۳–۳۵ آمده‌است:
… زیرا یحیی تعمید دهنده آمد که نه نان می‌خورد و نه شراب می‌نوشد و شما می‌گویید که او شیطان است. پسر انسان [آدم] آمد و می‌خورد و می‌نوشد. و شما می‌گویید اینک مردی پرخور و شرابخوار، دوست باجگیران و گناهکاران است، اما حکمت برای همه فرزندانش عادل است.

## سنت‌های مختلف مسیحی دربارهٔ شکم پرستی
رهبران کلیسا از قرون وسطی دیدگاه گسترده‌تری نسبت به پرخوری داشتند:

##### سنت گریگوری کبیر
پاپ گریگوری یکم، راه‌های زیر را که شروع کننده شکم‌خوری است را به ذکر مثال‌هایی از کتاب مقدس بیان کرد:
۱-خوردن قبل از وقت غذا به منظور ارضاء کام؛
مثال کتاب مقدس: یوناتان در حال خوردن کمی عسل، زمانی که پدرش شائول دستور داد تا قبل از غروب غذا نخورند.
۲-جست و جوی خوراکی‌های لذیذ و کیفیت بهتر غذا برای ارضای «حس زشت چشایی»
مثال کتاب مقدس: وقتی بنی اسرائیل‌ها در حال فرار از مصر شکایت کردند: «چه کسی گوشتی به ما می‌دهد تا بخوریم؟ ما ماهی‌هایی را که در مصر آزادانه می‌خوردیم، خیار و خربزه و تره فرنگی و پیاز و سیر را به یاد می‌آوریم».
۳-تلاش برای تحریک کام با غذای بسیار یا دقیق آماده شده
مثال کتاب مقدس: دو پسر عیلی، کاهن اعظم، گوشت قربانی را به گونه‌ای پخته می‌کردند تا هوس خوردن بیشتر آن فراهم گردد.
۴-زیاده‌روی در مقدار لازم غذا
مثال: یکی از گناهان سدوم «ُپر بودن نان» بود.
۵- خوردن غذا به اشتیاق زیاد، حتی در زمان خوردن به مقدار مناسب و حتی اگر غذا تجملاتی نباشد.
مثال: عیسو (پسر بزرگ اسحاق) حق اولاد خود را به نان معمولی و عدس می‌فروشد. «کسی ناسزا است که به خاطر یک لقمه گوشت حق اولیت خود را فروخت».
سنت گریگوری گفت که راه پنجم بدتر از همه است، زیرا دلبستگی به لذت را به وضوح نشان می‌دهد. به‌طور خلاصه، قدیس گریگوری کبیر گفت که ممکن است فرد در برابر گناه پرخوری تسلیم شود: ۱-زمان ۲-کیفیت ۳-محرک‌ها ۴-کمیت ۵-اشتیاق. او اظهار نظر دارد که این میل است که باعث ارتکاب گناه در فرد می‌شود، نه غذا.

##### سنت آلفونسوس لیگوری
سنت آلفونسوس لیگوری در توضیح شکم خواری چنین نوشت:
پاپ اینوسنت یازدهم این گزاره را محکوم کرده‌است که ادعا می‌کند خوردن یا نوشیدن تنها به انگیزه ارضای کام گناه نیست. خوردن تجربه لذتی که غذا به‌طور طبیعی ایجاد می‌کند غیرممکن است، اما خوردن آن مانند جانوران تنها با انگیزه لذت نفسانی و بدون هیچ هدف معقولی عیب است؛ بنابراین، لذیذترین گوشت‌ها را می‌توان بدون گناه خورد. انگیزه خوب و شایسته یک موجود عاقل باشد و در خوردن درشت‌ترین غذا از طریق دلبستگی به لذت، ممکن است عیب باشد.

## در اسلام
تفسیر قسمتی از آیه قرآن چنین است:
بخورید و بیاشامید، ولی اسراف نکنید؛ همانا او اسراف کنندگان را دوست ندارد (سوره اعراف ۷:۳۱).
پیامبر اسلام فرمود: فرزند آدم هیچ ظرفی را بدتر از شکمش پُر نمی‌کند. کافی است فرزند آدم چند لقمه بخورد تا او را حفظ کند. اگر این کار را انجام دهد [شکمش را پُر کند]، یک سوم را از غذا، یک سوم را از نوشیدنی و یک سوم را از هوا پر می‌کند». (تفسیر شده به روایت ترمذی ۲۳۸۰).